# 唐德
唐德（法語：Tende，法語發音：[tɑ̃d] ⓘ）是法国滨海阿尔卑斯省的一个市镇，位于该省东北部，阿尔卑斯山区，和意大利接壤，属于尼斯区。

## 历史
该地原属意大利，1947年9月15日依《巴黎和平條約》割让至法国。

## 地理
唐德（44°5'16"N, 7°35'37"E）面积177.47 平方千米，位于法国普罗旺斯-阿尔卑斯-蓝色海岸大区滨海阿尔卑斯省，该省份为法国东南部沿海省份，南濒地中海，西南至瓦尔省，西北接上普罗旺斯阿尔卑斯省，北部和东部与意大利接壤。
与唐德接壤的市镇（或旧市镇、城区）包括：贝尔韦代尔、丰唐、萨奥尔日、拉布里格、上布里加、利莫内皮埃蒙特。
唐德的时区为UTC+01:00、UTC+02:00（夏令时）。

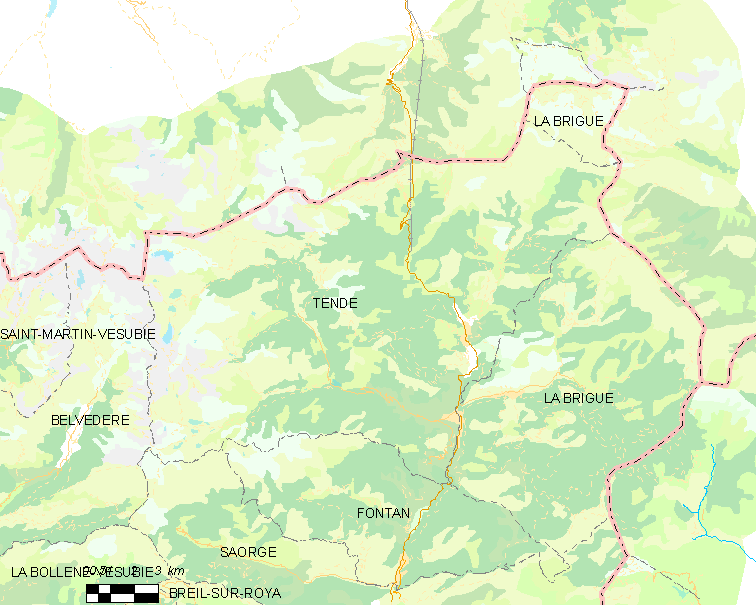
唐德的OSM定位图

## 行政
唐德的邮政编码为06430，INSEE市镇编码为06163。

## 政治
唐德所属的省级选区为孔特县。

## 人口

1962-2008年间唐德人口变化图示

唐德于2022年1月1日时的人口数量为1898人。

## 友好城市
- 義大利 纳尔佐莱（1992年）